# Frédéric Lehné
Frédéric Lehné, né à Gernsheim le 8 septembre 1771 et mort à Mayence le 15 février 1836, est un poète et Jacobin à Mayence.

## Biographie
Lehné devint, en 1794, secrétaire du « commissaire national du pouvoir exécutif pour Mayence et les pays du Rhin » Jean-Frédéric Simon et Gregoir dans l’ancien département français du Mont-Tonnerre, et plus tard, traducteur pour l'administration centrale du Mont-Tonnerre. Il participe activement au club des jacobins de Mayence. Professeur à l'école centrale, procureur-gérant du Lycée de Mayence, il était poète (comme Auguste Lamey à Strasbourg, il célébra la Révolution dans des poésies) et archéologue.
Il laisse cinq volumes d'œuvres complètes.